# Charcenne
 Charcenne  es una población y comuna francesa, situada en la región de Franco Condado, departamento de Alto Saona, en el distrito de Vesoul y cantón de Marnay.

## Demografía
| 258 | 266 | 262 | 292 | 267 | 329 | 349 |
| Para los censos de 1962 a 1999 la población legal corresponde a la población sin duplicidades (Fuente: INSEE [Consultar]) |     |     |     |     |     |     |